# Mademoiselle Du Rieu
Pour les articles homonymes, voir Durieu.
Anne Pitel de Longchamp, dite Mademoiselle Du Rieu, est une actrice française née le 22 octobre 1648 et décédée le 6 janvier 1737 à la Devoisière près de Falaise (Calvados).

## Biographie
Anne Pitel de Longchamp naît le 22 octobre 1648. Elle est la fille de Charlotte Legrand et d’Henri Pitel de Longchamp. 
Elle vient d'une famille de comédiens : sa mère, son grand-père maternel Turlupin, son père chef de la troupe du prince de Condé, sa soeur cadette Françoise Pitel et son beau-frère Jean-Baptiste Siret-Raison. Son oncle Jean Patin (1635-1709), de son nom de scène Beauval, est marié à Jeanne Olivier Bourguignon, une comédienne connue pour son rire contagieux. 
Elle débute en province où elle épouse Michel du Rieu.  
Elle intègre la Comédie-Française en 1685 comme 34e sociétaire. Elle joue des rôles de confidentes tragiques, de mères et des caractères de comédie notamment pour Michel Baron et Dancourt. 
Elle est retraitée en 1700 avec une pension de mille livres.
Sa fille Mademoiselle Godefroy joue également à la Comédie française où elle est dite Pierrot-bon drille.